# Piano di montaggio, uso e smontaggio
Il Piano di Montaggio Uso e Smontaggio (Pi.M.U.S.) è un documento obbligatorio in tutti i cantieri in cui sia necessario l'uso di un ponteggio (o andito). Lo stabilisce l'art.134 del D.lgs. 9 aprile 2008, n. 81 che fissa anche i contenuti minimi e le prescrizioni necessarie.
Il Pi.M.U.S. venne introdotto nel 2003 con il D.Lgs. n. 253 quando era ancora in vigore la Legge 626/94, ora abolita dal testo unico sulla sicurezza sul lavoro 81/2008.
Le norme hanno istituito una serie di piani a tutela dei lavoratori Piano Operativo di Sicurezza (P.O.S.), Documento Valutazione Rischi (D.V.R.), ecc. che obbligano il datore di lavoro a redigere e sottoscrivere nonché rendere noto ai lavoratori i rischi in esso descritti.